# 愛島村
愛島村（めでしまむら）は、1889年から1955年まで日本の宮城県名取郡にあった村である。仙台平野の南西部にある農村で、周辺町村と合併して現在は名取市の一部である。

## 概要
愛島は、1889年の合併に加わった村の名から作った合成地名である。北目村の「め」と塩手村の「で」で「めで」の読みを作り、それに愛の字をあて、笠島村と小豆島村から島の字をとった。
名取郡の西部にあり、地形は北と西が愛島丘陵、東が仙台平野である。西から東に川内沢川が流れ降る。
1955年の合併まで農村で、特産にモウソウチクのタケノコがあり、大正時代から仙台方面に出荷された。合併後には仙台市の郊外として住宅地が造成されたが、全体的には竹林が多い農村地帯であり続けている。

## 行政

### 歴代村長
| 代     | 氏名         | 就任                       | 退任                       | 備考 |
| ------ | ------------ | -------------------------- | -------------------------- | ---- |
| 1〜2   | 大友貞吉     | 明治22年（1889年）4月22日  | 明治29年（1896年）4月19日  |      |
| 3      | 本郷弥兵衛   | 明治29年（1896年）5月22日  | 明治33年（1900年）4月30日  |      |
| 4〜5   | 斉藤太郎     | 明治34年（1901年）9月23日  | 明治40年（1907年）10月17日 |      |
| 6      | 大友周治     | 明治40年（1907年）10月30日 | 明治44年（1911年）10月29日 |      |
| 7      | 本郷源四郎   | 明治44年（1911年）11月4日  | 大正4年（1915年）11月3日   |      |
| 8〜11  | 本郷褜次郎   | 大正4年（1915年）11月5日   | 昭和4年（1929年）3月4日    |      |
| 12     | 檀崎源左ェ門 | 昭和4年（1929年）3月20日   | 昭和7年（1932年）6月12日   |      |
| 13〜14 | 猪股直蔵     | 昭和7年（1932年）6月28日   | 昭和13年（1938年）3月23日  |      |
| 15     | 大友周太郎   | 昭和13年（1938年）4月13日  | 昭和15年（1940年）12月12日 |      |
| 16     | 猪股直蔵     | 昭和16年（1946年）1月30日  | 昭和20年（1945年）1月20日  | 再任 |
| 17     | 山崎半十郎   | 昭和20年（1945年）1月31日  | 昭和22年（1947年）3月31日  |      |
| 18     | 佐々木善喜   | 昭和22年（1947年）4月6日   | 昭和26年（1951年）4月5日   |      |
| 19     | 田村顕晃     | 昭和26年（1951年）4月22日  | 昭和30年（1955年）3月31日  |      |

## 教育
1873年（明治6年）に笠島村に作られた笠島小学校が、合併後に愛島小学校と改称した。愛島中学校は、1947年（昭和22年）に新設された。名取市になってから、名取市立第一中学校に統合して廃止された。
- 愛島村立愛島小学校
- 愛島村立愛島中学校